# Mariensäule (München)

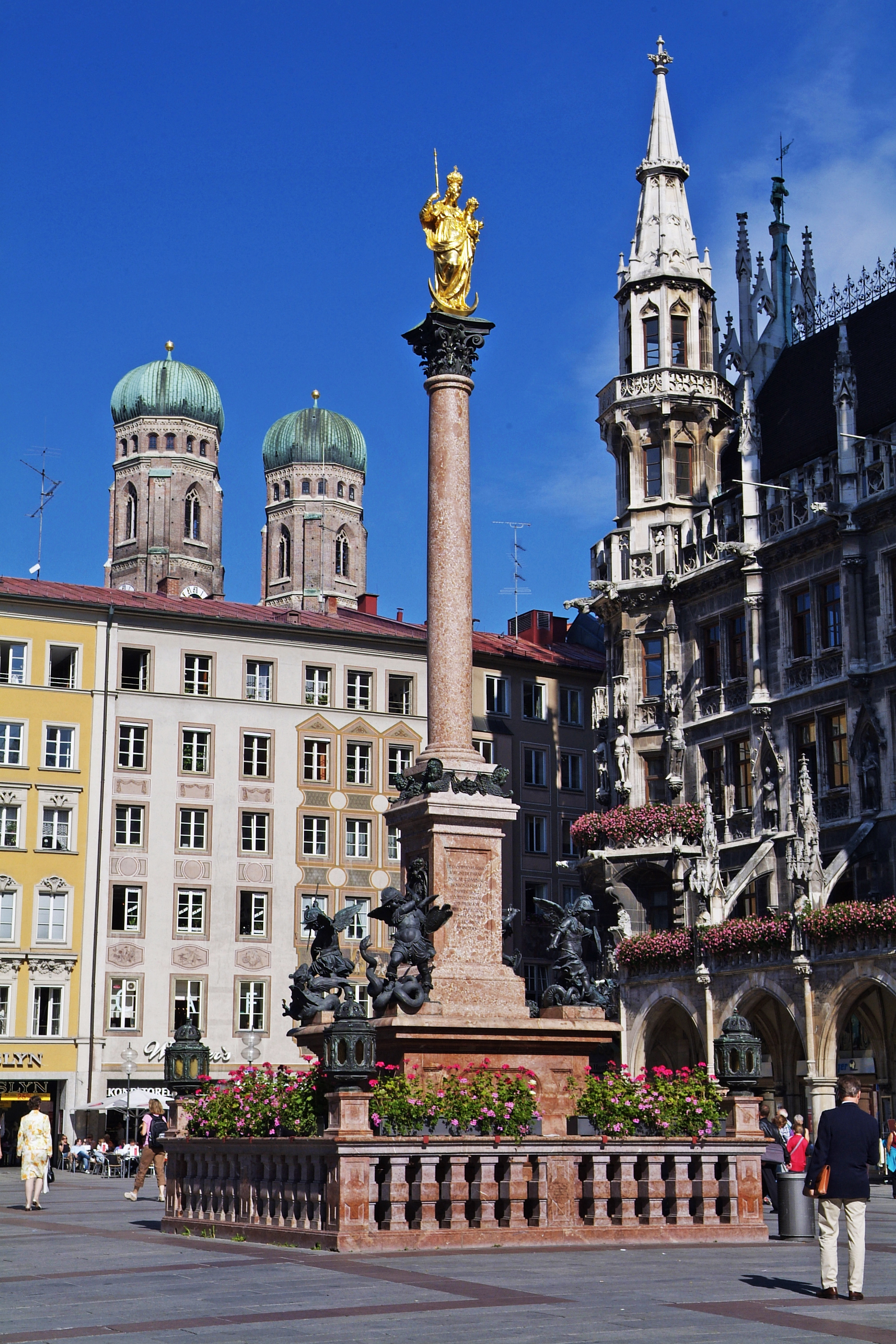
Die Mariensäule auf dem Marienplatz

Die Mariensäule auf dem Marienplatz in München ist ein Maria geweihtes Standbild auf einer Säule. Maria wird hier als Patrona Bavariae (Schutzpatronin Bayerns) verehrt. Die Mariensäule ist in die Liste der Baudenkmäler Münchens aufgenommen.

## Geschichte der Säule
Im Dreißigjährigen Krieg legte Kurfürst Maximilian I. das Gelübde ab, ein „gottgefälliges Werk“ errichten zu lassen, falls München und Landshut vom Krieg verschont blieben. Die Stadt München wurde allerdings im Krieg durch schwedische Truppen besetzt, und die Heerführung verlangte die Zerstörung – auch als Vergeltung für die Zerstörung Magdeburgs. Trotzdem entschied in dieser für München gefährlichen Situation der schwedische König Gustav II. Adolf gegen seine Heerführung. Nachdem so beide Städte im Krieg verschont wurden – man sprach vom Wunder von München –, ließ Maximilian 1638 die Mariensäule aus Adneter Marmor auf dem Münchner Marienplatz errichten. Auf sein Gelübde und auf die Verehrung Mariens als Schutzpatronin Bayerns weist die lateinische Inschrift hin:
Dem allergütigsten großen Gott, der jungfräulichen Gottesgebärerin, der gnädigen Herrin und hochmögenden Schutzpatronin Bayerns hat wegen Erhaltung der Heimat, der Städte, des Heeres, seiner selbst, seines Hauses und seiner Hoffnungen dieses bleibende Denkmal für die Nachkommen dankbar und demütig errichtet Maximilian, Pfalzgraf bei Rhein, Herzog von Ober- und Niederbayern, des heiligen Römischen Reiches Erztruchseß und Kurfürst, unter ihren Dienern der letzte, im Jahr 1638.

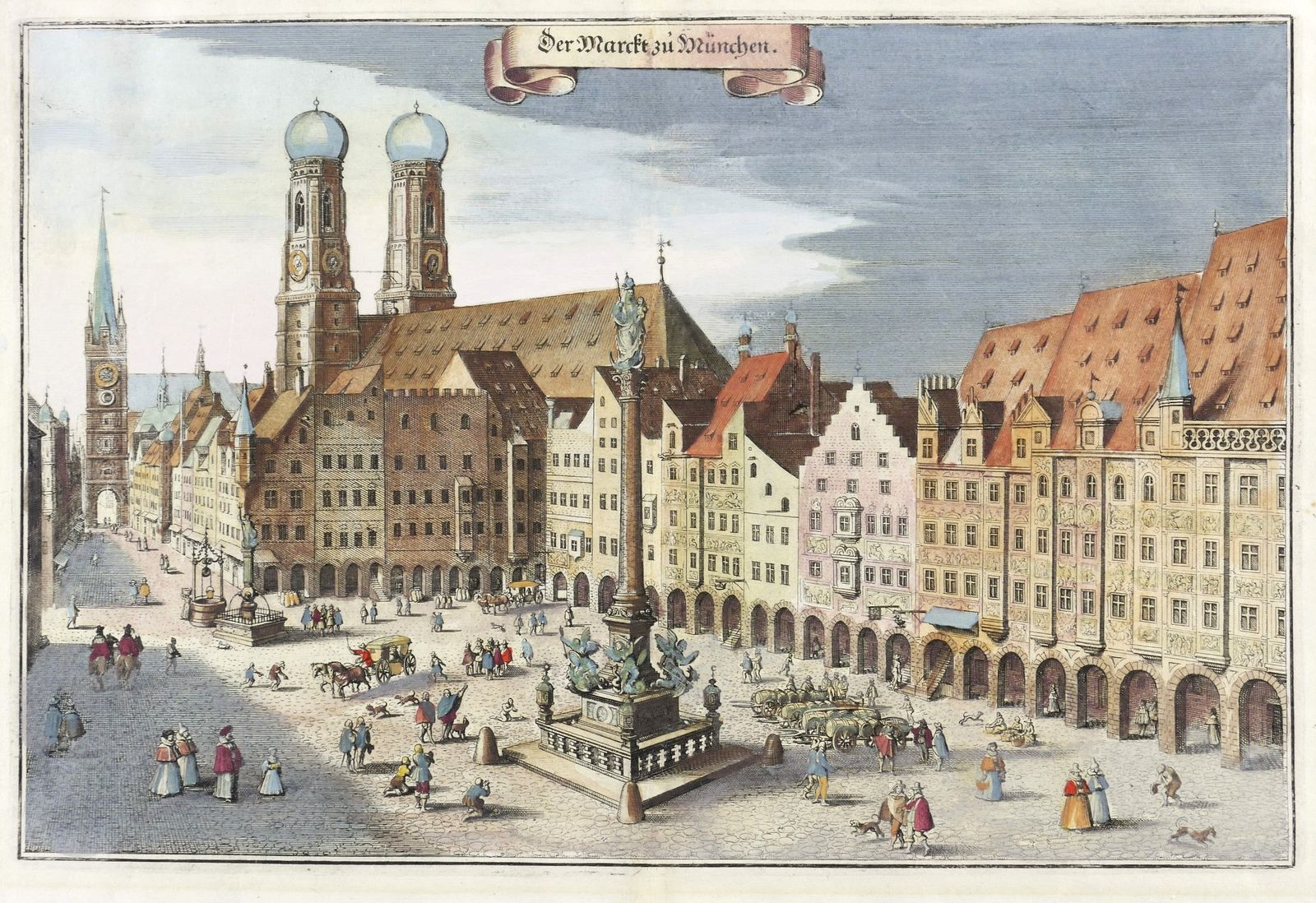
Die Mariensäule auf einem Stich von Matthäus Merian (1656)

Die Mariensäule wurde am 7. November 1638, dem ersten Sonntag nach Allerheiligen, durch den Freisinger Bischof Veit Adam von Gepeckh eingeweiht. Dabei soll Kurfürst Maximilian das oft zitierte zeitgenössische neulateinische Fürbittgebet des Jesuitendichters Jakob Balde (1604–1668) gesprochen haben:
„Rem regem regimen regionem religionem conserva Bavaris, Virgo Patrona, tuis!“
Deutsche Übersetzung:
„Das Sach’ (das Gut) und den Herrn, die Ordnung, das Land und die Religion erhalte deinen Bayern, Jungfrau Maria!“
Zeitgleich entstand das Lied ‚Das Münchnerisch unser lieben Frawen Gesang‘, gedruckt 1637, Musik: Alter Münchener ‚Rueff‘, nach Johann Kuen, München 1637 (Gotteslob f. München u. Freising: Nr. 827)
1. V O himmlische Frau Königin, / der ganzen Welt ein’ Herrscherin! / A Maria, bitt für uns!
V Du Herzogin von Bayern bist, / das Bayernland dein eigen ist. / A Maria, bitt für uns!
1.-3. A Darum liebreiche Mutter, / reich uns dein milde Hand, / halt deinen Mantel ausgespannt / und schütze unser Bayerland!
2. V Dich München gar im Herzen hat / dein Dom steht mitten in der Stadt. / A Maria, bitt für uns!
V Er ist gebaut gar stark und fest / zu deiner Ehr aufs allerbest. / A Maria, bitt für uns!
3. V Auf hoher Säule ragt dein Bild, / du Schutzfrau Bayerns wundermild. / A Maria, bitt für uns!
V Das liebe Kind auf deinem Arm / des ganzen Volkes sich erbarm! / A Maria, bitt für uns!

## Beschreibung der Statuen

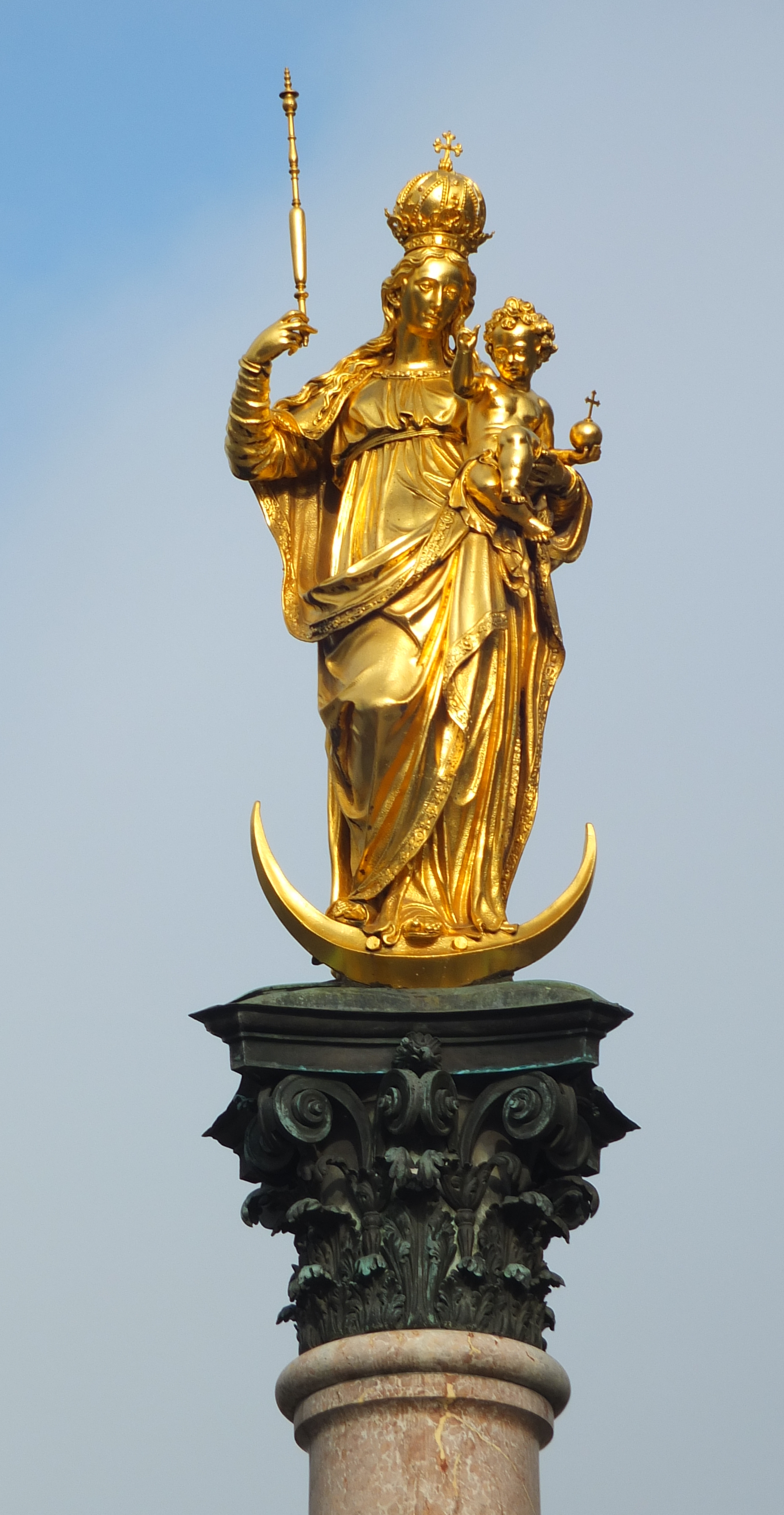
Die vergoldete Marienstatue

Die Mariensäule ist von einer vergoldeten Marienstatue aus Bronze gekrönt, die vermutlich von Hubert Gerhard 1593 für das Grab Wilhelms V. geschaffen und bis 1613 für den Hochaltar der Münchner Frauenkirche verwendet wurde. Es handelt sich hierbei um den Darstellungstypus in der Tradition des Gnadenbildes von Maria Loreto, also mit Jesuskind am Arm, auf einer Mondsichel stehend.
1639 wurden auf dem Sockel vier Bronzeputten hinzugefügt, welche sich allegorisch auf den Psalm 91 Vers 13 beziehen, der in gekürzter Form auf den Schilden wiedergegeben ist: „Super aspidem et basiliscum ambulabis et leonem et draconem conculcabis“ - „über die Schlange und den Basilisken wirst du schreiten und den Löwen und den Drachen wirst du zertreten.“ Die Heldenputti stehen im Kampf mit vier als Tiere dargestellten Menschheitsplagen. Der Löwe verkörpert den Krieg, der Basilisk – ein Fabelwesen – die Pest, ein Drache den Hunger und eine Schlange den Unglauben. Die vier Darstellungen wurden vom bis heute namentlich nicht bekannten „Meister der Heldenputti“ (wahrscheinlich ein Wachsbildner) gestaltet und von dem Bronzegießer Bernhard Ernst angefertigt.
Von wem der Entwurf für die Säule stammt, ist nicht überliefert; es dürfte aber einer der bedeutenden Künstler der damaligen Zeit gewesen sein. Oft wird sie Hubert Gerhard zugeschrieben. Die Marienstatue ähnelt der Bronzestatue an der Residenz – Maria steht auf der Mondsichel, sie ist gekrönt und hält in der Linken das segnende Christuskind, in der Rechten ein Zepter. Die Mariensäule galt als Mittelpunkt des Landes und alle ausgehenden Straßen hatten hier ihren metrischen Nullpunkt. Auch heute bezieht sich die Entfernungsangabe auf Wegweisern nach München auf die Strecke bis zur Mariensäule.
Während des Zweiten Weltkriegs war das Standbild in der Frauenkirche untergebracht, noch 1945 wurde sie unter Michael Kardinal von Faulhaber wieder auf dem Marienplatz errichtet. Während des Baus der Münchner U- und S-Bahn  wurde die Mariensäule 1966 vorübergehend entfernt, der barocke Sockel und die Säule bei der Wiederaufstellung im November 1970 durch eine Kopie ersetzt, die Figur neu vergoldet.
In den 1990er Jahren wurden die vier Putten durch Kopien ersetzt.
Am 28. Dezember 2024 wurde die Balustrade beim Abbau des Christkindlmarktes beschädigt und bis April 2025 restauriert. Dabei wurde eine Laterne ersetzt.
Die Idee der Münchner Mariensäule wurde oft aufgegriffen und für weitere Mariensäulen, die teilweise ebenfalls noch während der Zeit des Dreißigjährigen Krieges aufgestellt wurden, genutzt. So beispielsweise besonders bei der Mariensäule in Wernstein am Inn, welche ursprünglich 1645 in Wien aufgestellt wurde; ebenso bei der Prager Mariensäule von 1650 (1918 zerstört, 2020 wiedererrichtet). Beide, sowohl die Wiener als auch die Prager Säule, wurden aus demselben Grund gestiftet wie die Münchener Säule, wegen der Verschonung von schwedischen Truppen der jeweiligen Städte in der Endphase des Dreißigjährigen Kriegs. Die Münchner Säule diente weiters als Vorbild bei der Freisinger Mariensäule 1674 und bei der Trierer Mariensäule im Jahr 1866.

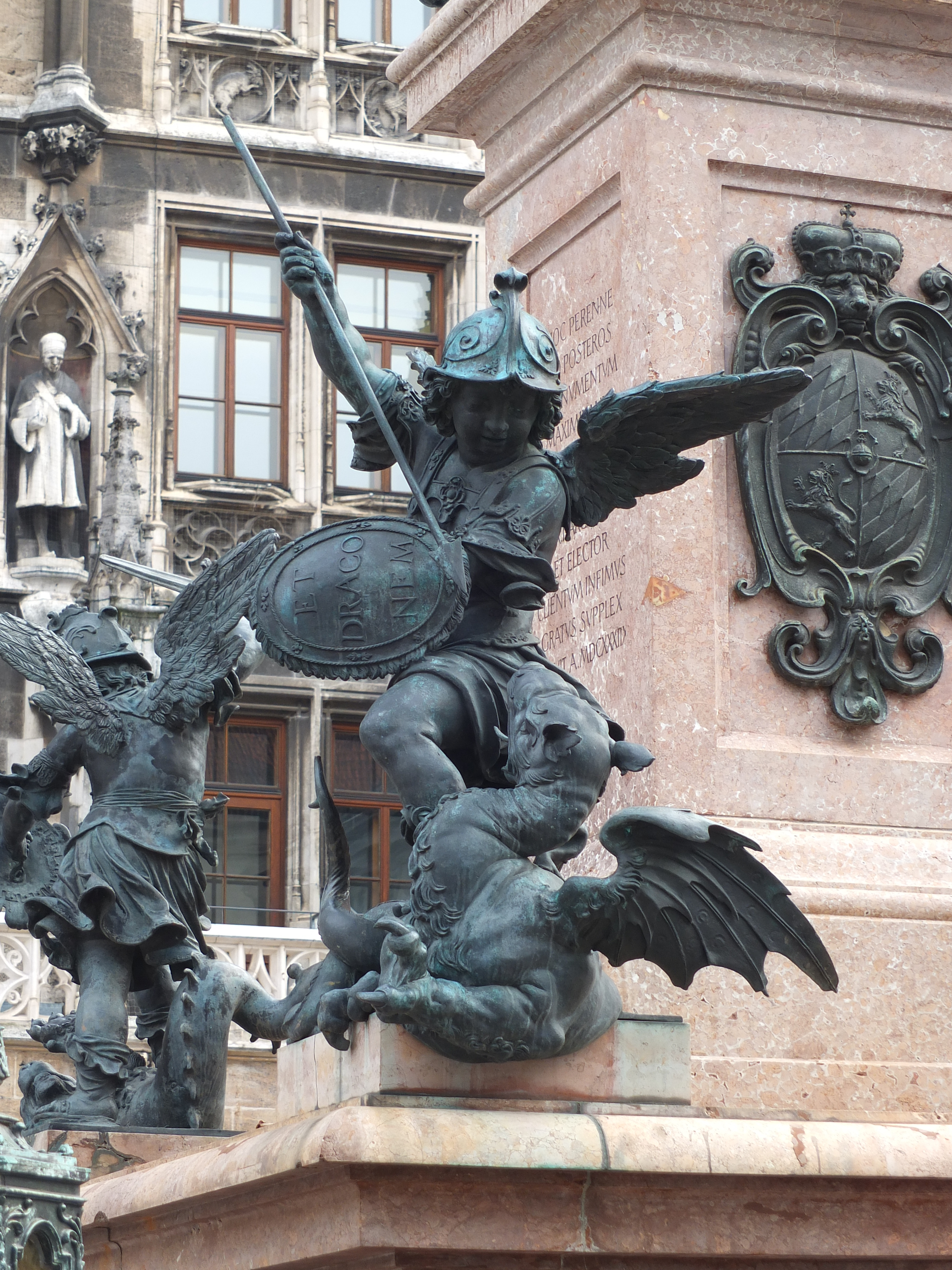
Kampf gegen den Drachen (Hunger)
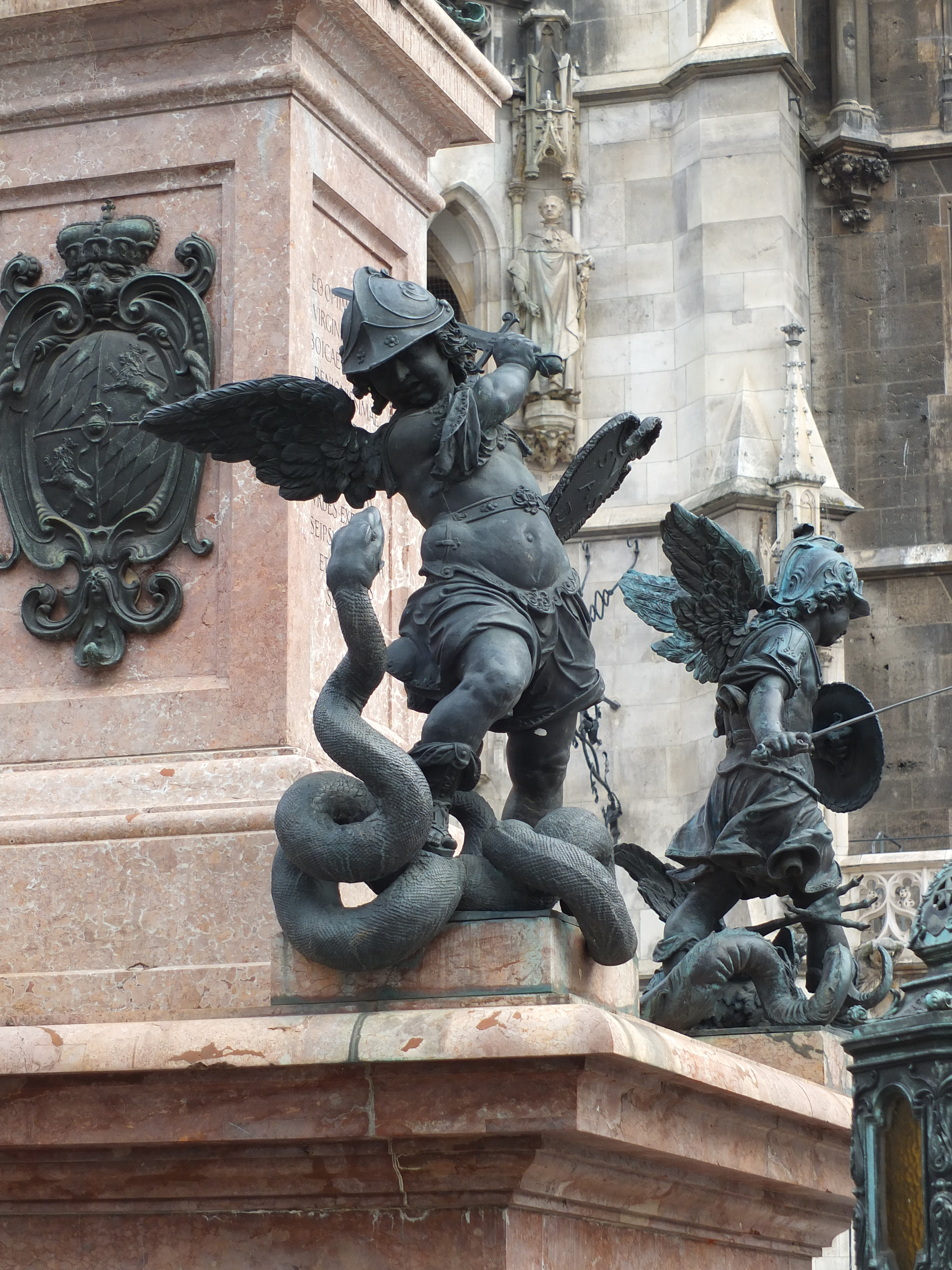
Kampf gegen die Schlange (Unglaube)
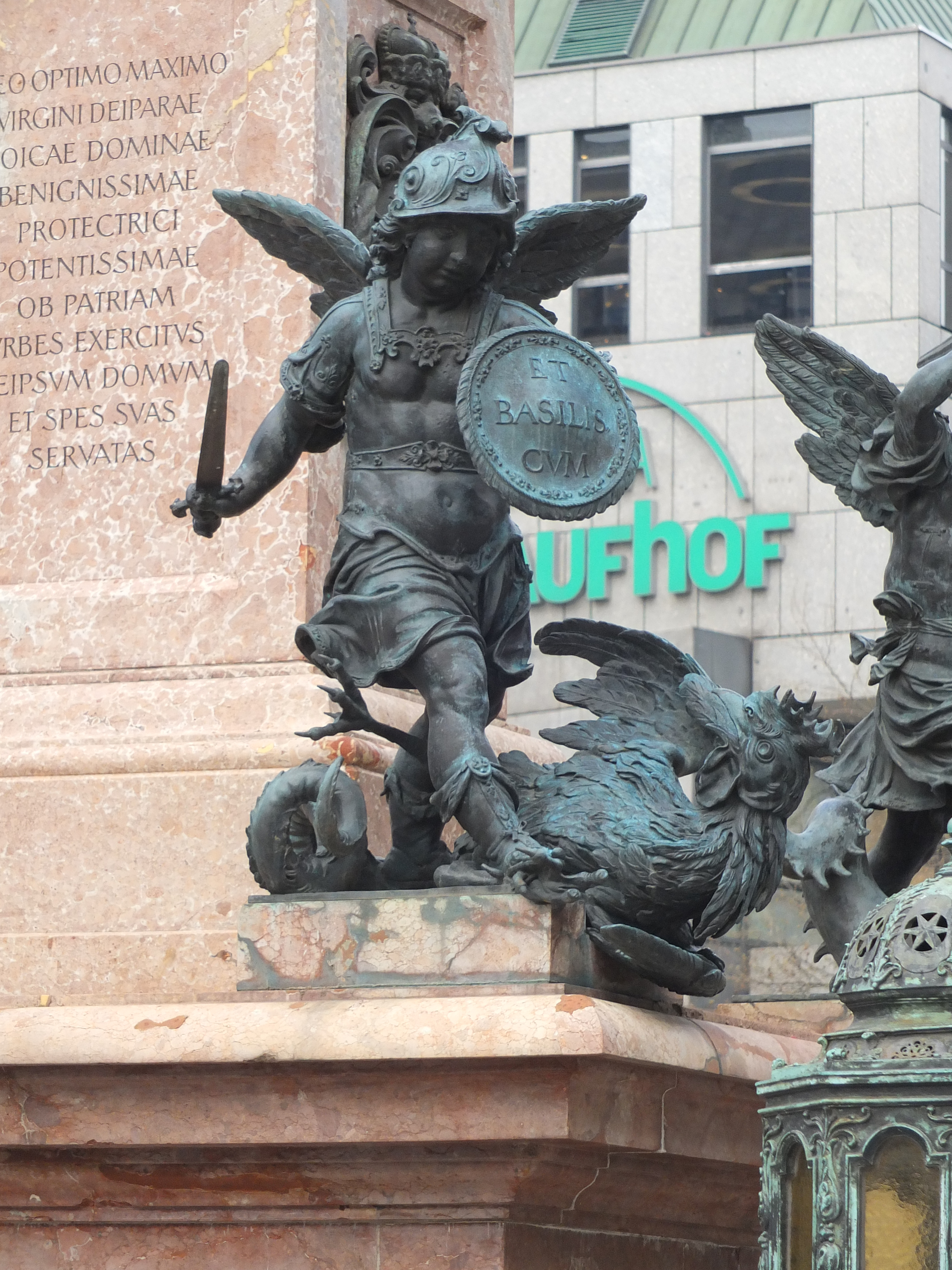
Kampf gegen den Basilisken (Pest)
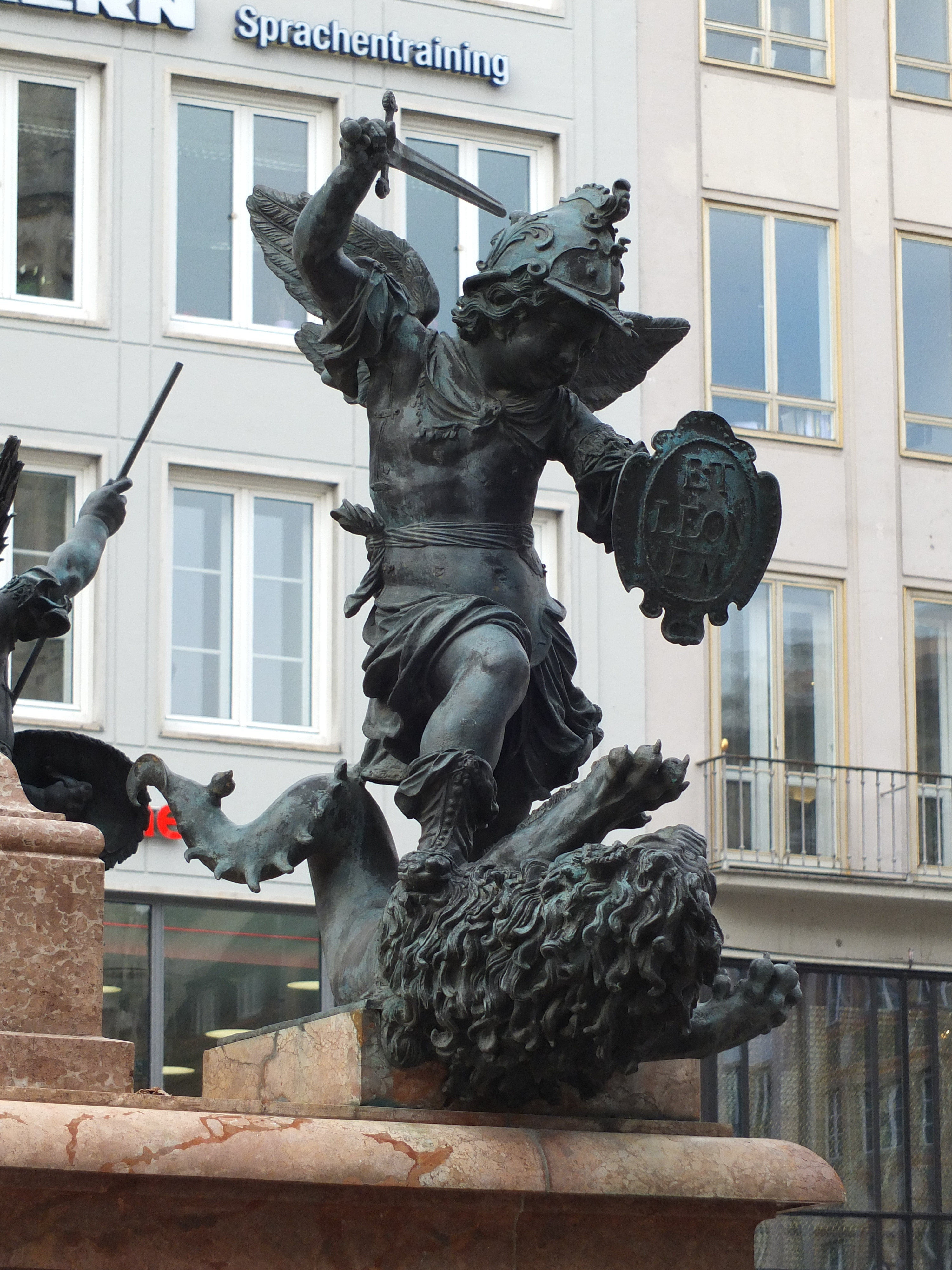
Kampf gegen den Löwen (Krieg)

## Religiöse Nutzung

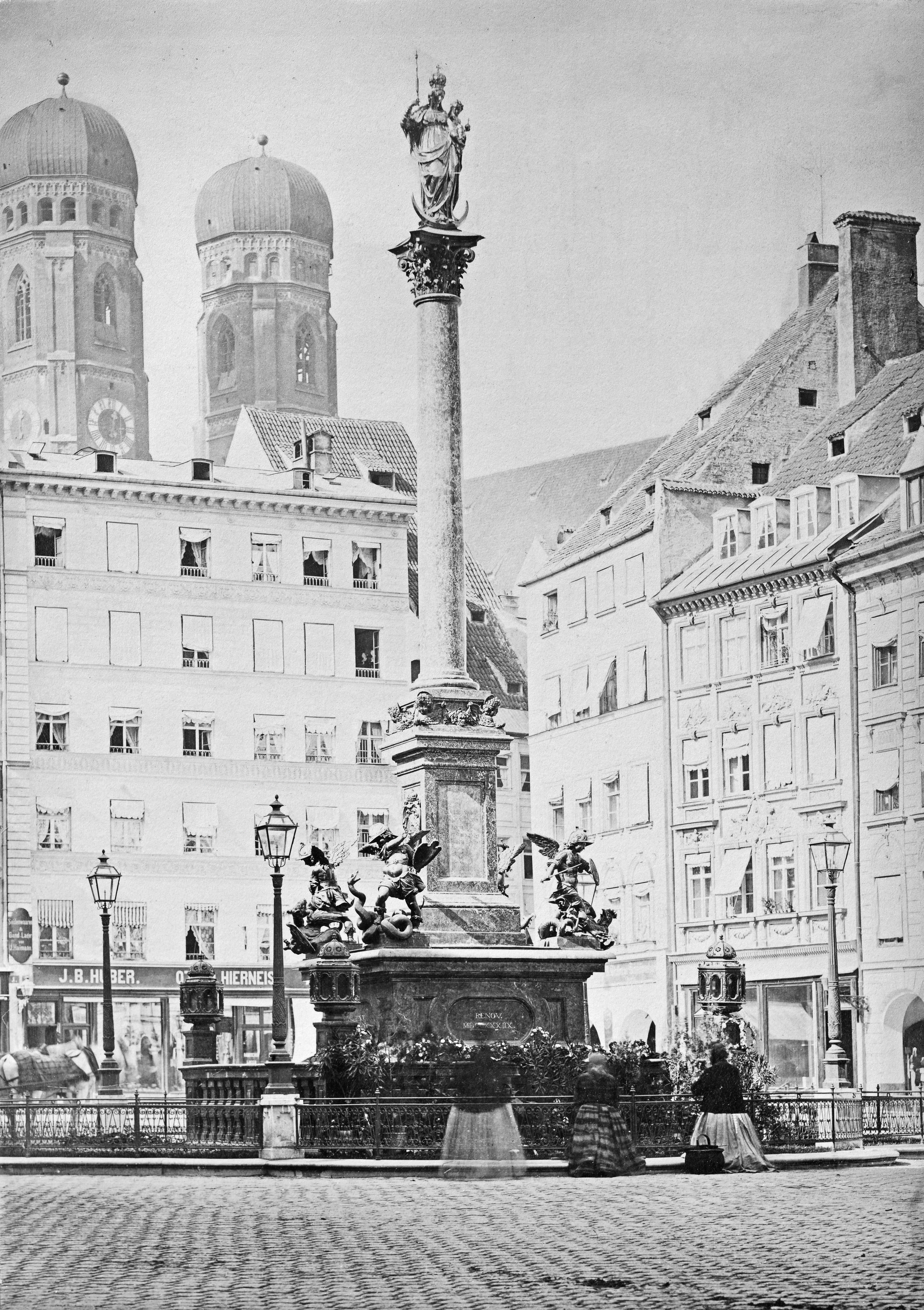
Die Mariensäule in den 1870er Jahren

Bis ins Jahr 1773 führten jährlich am ersten Sonntag nach Allerheiligen Prozessionen zur Mariensäule. Im Rahmen der Säkularisation wurden öffentliche Litaneien an der Mariensäule 1803 verboten, 1854 jedoch wieder aufgenommen. Auch heute finden an der Mariensäule öffentliche Gebete statt; Litaneien, Rosenkränze usw. werden gebetet, z. B. am Samstagabend. So betete dort Papst Pius VI. bei seinem München-Besuch im Jahre 1782, Papst Johannes Paul II. besuchte die Statue am 19. November 1980, sein Nachfolger Benedikt XVI. besuchte sie am 9. September 2006 im Rahmen seiner Pastoralreise in Bayern (Gedenk-Inschriften auf dem Sockel, siehe unten). Traditionell werden die Erzbischöfe von München und Freising am Anfang und Ende ihrer Amtszeit an der Mariensäule empfangen und verabschiedet. Das Datum des Besuches von Papst Johannes Paul II. (19. November 1980) und Papst Benedikt XVI. (9. September 2006) bei der Mariensäule von München wurde kurz nach ihren Visiten in den Marmorsockel der Heiligenstatue eingraviert.
Papst Benedikt XVI. erinnerte sich 2006 in seiner Ansprache vor der Mariensäule an seine eigene Gebetsfeier, an denen er sich 1977 bzw. 1982 hier als Erzbischof an Maria anvertraut hatte. Er erwähnte die Legende des ersten Freisinger Bischofs, der einem Bären, der sein Pferd zerrissen hatte, das Tragen seines Gepäckes bis nach Rom befahl und welches als Korbiniansbär zum Symbol vom Tragen der Last des Kirchenamtes wurde: „Der Bär des heiligen Korbinians, wurde in Rom freigelassen. In meinem Fall hat der Herr anders entschieden.“ – wies er darauf, dass er als Kurienkardinal nicht nach Bayern in Pension gehen konnte, sondern römischer Papst wurde, und in diesem Amt die traditionelle bayerische Pontifikalgebetsstunde vor der Marienstatue nochmals begehen dürfte  – „Und so stehe ich also wieder zu Füßen der Mariensäule, um die Fürsprache und den Segen der Muttergottes zu erflehen, nicht nur für die Stadt München und auch nicht nur für das liebe Bayernland, sondern für die Kirche der ganzen Welt und für alle Menschen guten Willens.“

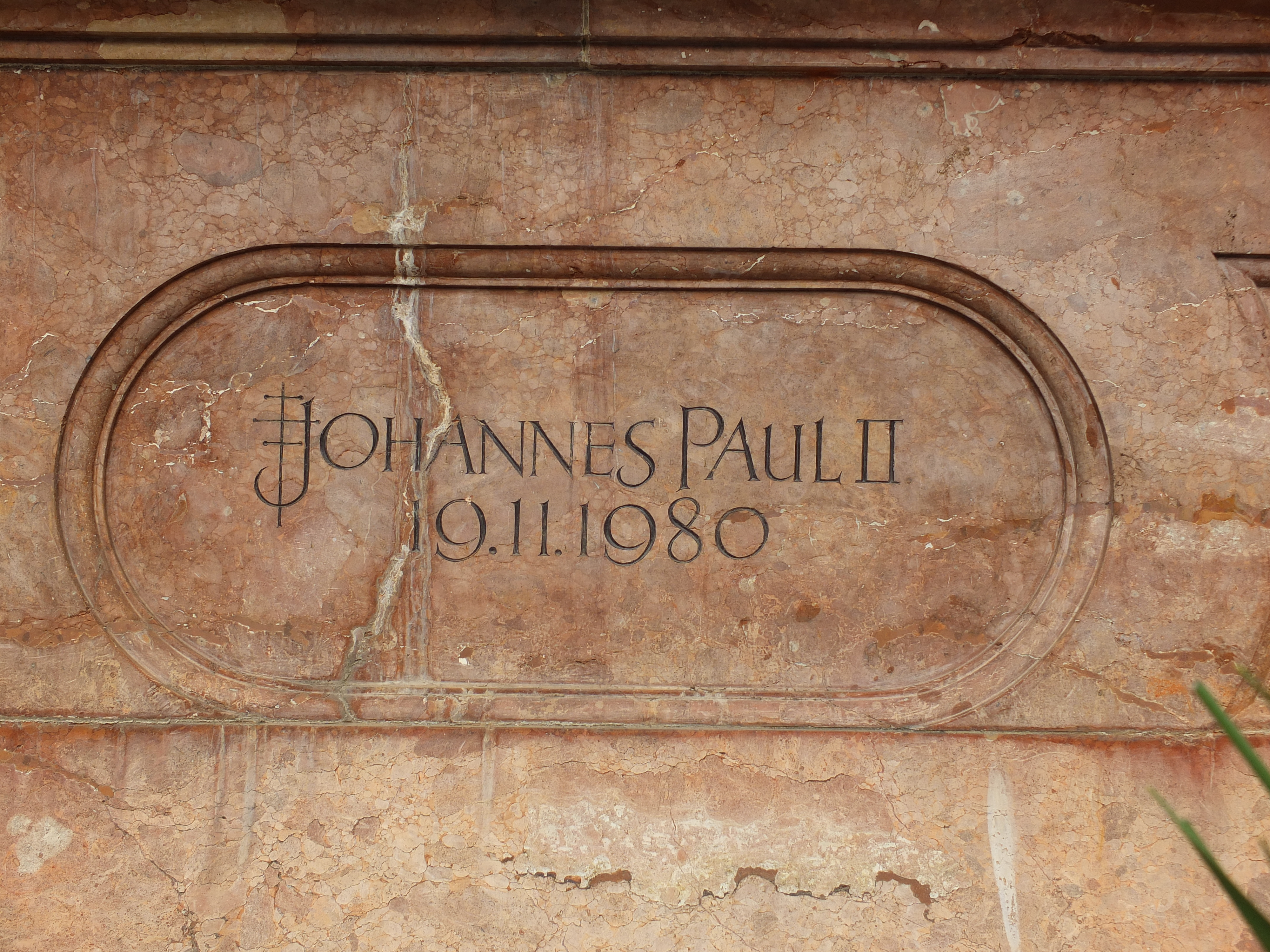
Besuch Papst Johannes Paul II.
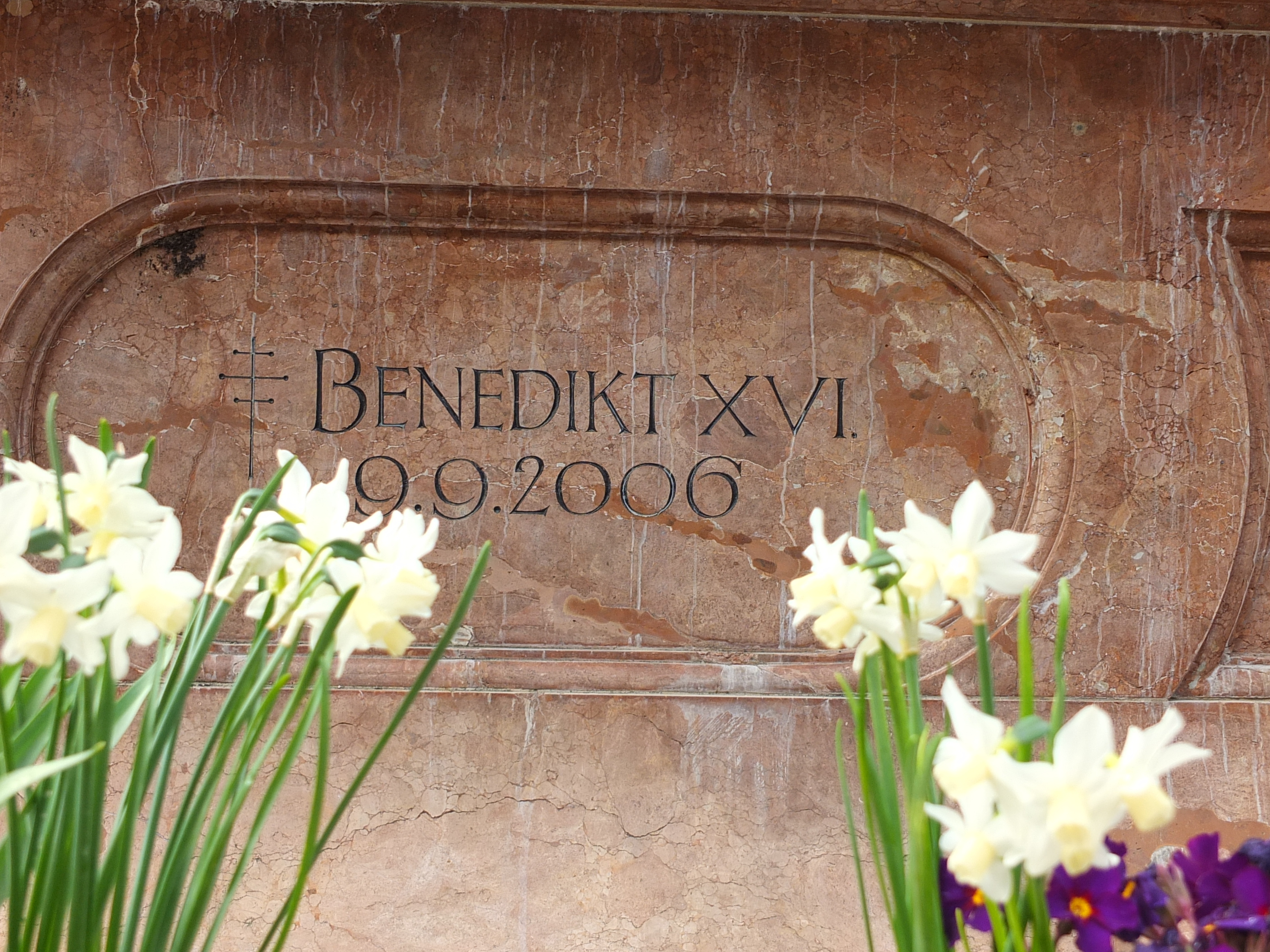
Besuch Papst Benedikt XVI.